# 克利斯
克利斯是克羅埃西亞的一個城鎮，位於達爾馬提亞地區，索林和斯普利特東北，靠近同名的山口。2011年，克利斯有人口3,001人。
克利斯山口将莫索尔山和科兹亚克山区隔开来，在历史上具有极高的战略价值。任何从内陆出发通过克利斯山口的部队可以轻松抵达斯普利特和卡什泰拉地区。克利斯著名的觀光景點有克利斯要塞，是由罗马时期建造的堡垒扩建而成。在奥斯曼帝国统治时期，它属于波斯尼亚省克利斯桑贾克。克利斯还曾被波斯尼亚王国、威尼斯共和国和奥匈帝国统治过。由于地理位置的关系，该地容易受到布拉风的影响。

## 外部連結
- Klis homepage（页面存档备份，存于）

43°34′N 16°31′E / 43.567°N 16.517°E